# Дворецкий, Максим Лаврович
Макси́м Ла́врович Дворе́цкий (27 января 1898, Льяшево, Тетюшский уезд, Казанская губерния, Российская империя — 22 марта 1984, Йошкар-Ола, Марийская ССР, РСФСР, СССР) — советский учёный-лесовод, доктор сельскохозяйственных наук, профессор. Заведующий кафедрой лесной таксации и лесоустройства Поволжского лесотехнического института имени М. Горького (1946—1981). Заслуженный деятель науки и техники Марийской АССР (1968). Участник Гражданской войны в России и Великой Отечественной войны. Член ВКП(б).

## Биография
Родился 27 января 1898 года в д. Льяшево ныне Тетюшского района Республики Татарстан в многодетной семье крестьянина-середняка. По национальности — чуваш.
Окончил повышенную (4-летнюю) сельскую церковно-приходскую школу с похвальным листом, в 1918 году — Казанскую гимназию с золотой медалью.
Участник Гражданской войны в России: в августе 1918 года мобилизован в белую армию, служил стрелком, ротным писарем. Осенью 1919 года перешёл в ряды РККА и служил до мая 1921 года в 4 строительном Сибирском полку 5 Армии. Здесь сначала он работал членом батальонной культпросветкомиссии 119 отдельного стрелкового батальона по обороне железной дороги, а потом председателем полковой культпросветкомиссии № 247 стрелкового батальона, который был переименован в 4-й стрелковый Сибирский полк Красной Армии.
В 1925 году окончил лесной факультет Казанского института сельского хозяйства и лесоводства, в 1929 году там же — аспирантуру. Оставлен ассистентом, преподавателем лесной таксации, доцентом, в 1932 году вместе с вузом переехал в г. Йошкар-Олу Марийской автономной области.
В 1932—1934 годах — заместитель начальника, начальник агролесомелиоративной обследовательско-проектировочной партии при Татарском лесохозяйственном тресте.
В 1934—1938 годах — доцент Поволжского лесотехнического института имени М. Горького.
В 1938—1940 годах — старший научный сотрудник Татарского ЛОС ВНИИЛХ.
В 1940—1942 годах — вновь доцент Поволжского лесотехнического института имени М. Горького.
В сентябре 1942 года призван в РККА Звениговским районным военкоматом. Участник Великой Отечественной войны: с марта 1943 года — командир расчёта миномётной бригады на Воронежском фронте, сержант. В октябре 1943 года его расчёт в боях за высоту 244.5 уничтожил 5 пулемётных точек противника и до 10 солдат. Благодаря умелому ведению огня пехота продвигалась без потерь и с большой быстротой овладела сопкой. За этот подвиг М. Л. Дворецкий был награждён орденом Красной Звезды. С июля 1944 по май 1945 года — старший писарь 4 отделения штаба 68 гвардейской стрелковой дивизии на 2 и 3 Украинских фронтах, гвардии сержант. Всю войну прошёл на передовой, освобождал от захватчиков Родину, Польшу, Венгрию, Австрию, был тяжело ранен, контужен, стал инвалидом войны II группы. В сентябре 1945 года находился в составе 18 отдельного полка резерва офицерского состава Юго-Западного фронта и 3 Украинского фронта, демобилизован из армии в звании гвардии младшего лейтенанта административной службы. Награждён медалями, в том числе медалью «За отвагу».
В 1946—1981 годах — заведующий кафедрой лесной таксации и лесоустройства Поволжского лесотехнического института имени М. Горького. В 1947 году защитил кандидатскую диссертацию, кандидат сельскохозяйственных наук (1947). В 1960 году защитил докторскую диссертацию, доктор сельскохозяйственных наук (1961). В 1963 году ему присвоено звание профессора.
В 1968 году за заслуги в области науки и подготовки специалистов лесного хозяйства присвоено почётное звание «Заслуженный деятель науки и техники Марийской АССР». Награждён орденом «Знак Почёта», медалями, и Почётной грамотой Президиума Верховного Совета РСФСР.
Скончался 23 марта 1984 года в Йошкар-Оле, где и похоронен.

## Научная деятельность
В 1947 году защитил кандидатскую диссертацию на тему «О допущениях при выводе приростных формул в лесной таксации». Кандидат сельскохозяйственных наук (1947).
В 1960 году защитил докторскую диссертацию на тему «Текущий прирост по объёму древесины ствола и запасу наличного древостоя и способы его определения» в Лесотехнической академии имени С. М. Кирова. Доктор сельскохозяйственных наук (1961).
Ему принадлежат исследования в области прироста древесины и методов учёта производительности древостоев: это свыше 120 трудов, посвящённых вариационной статистике, применению авиации и аэрофотосъёмки в лесном хозяйстве. Среди них — 8 монографий, учебные пособия и другие научные труды.
Имеет 8 авторских свидетельств («трость таксатора», высотомер и др.).
Долгие годы являлся членом секции Научно-технического совета Комитета лесного хозяйства СССР, экспертной комиссии ВАК СССР, членом редколлегии «Лесного журнала» и Учёных советов по защите кандидатских и докторских диссертаций.

### Основные научные труды
Далее представлен список основных научных работ М. Л. Дворецкого:
- Таблицы процента прироста древесных стволов. — Казань, 1928. — 24 с.
- Объём ствола по массовым таблицам. — Казань, 1931. — 15 с.
- Выращивание сосны в питомниках Волжско-Камского края. — Йошкар-Ола: Маргосиздат, 1937. — 83 с.
- Сортиментные таблицы для дуба, клена и липы [Текст] : (Для сев.-вост. р-нов водоохран. зоны) / М. Л. Дворецкий, В. И. [?] Крайнев; [Сост. Всес. н.-и. ин-том лес. хоз-ва] ; Гл. упр. лесоохраны и лесонасаждений при СНК СССР. — Москва: Гослестехиздат, 1943 (Калуга). — 88 с.
- О допущениях при обосновании приростных формул в лесной таксации: автореф. дис. …канд. с.-х. наук. — Л.: ЛТА, 1946. — 42 с.
- Практическое пособие по вариационной статистике: (для студ. лесохоз. фак.). — Йошкар-Ола, 1954. — 85 с.
- Практическое пособие по вариационной статистике (для студ. лесохоз. фак.). — 2-е изд., перераб. — Йошкар-Ола, 1961. — 99 с.
- Текущий прирост древесины ствола и древостоя. — М.: Лесн. пром-сть, 1964. — 125 с.
- Таксационные признаки древостоя насаждения. — Йошкар-Ола, 1968. — 28 с.
- Пособие по вариационной статистике (для лесохозяйственников). — 3-е изд., перераб. и доп. — М.: Лесн. пром-сть, 1971. — 104 с.
- Определение запаса и текущего прироста запаса древостоя элемента леса: (лекция по курсу «Лесная таксация» для студ. лесохоз. спец. 1512). — Йошкар-Ола, 1974. — 35 с.
- Определение запаса древостоев элементов леса и их совокупностей: учеб. пособие для лесохоз. спец. 1512. — Горький: ГГУ, 1977. — 62 с. — Совместно с П. М. Верхуновым.
- Лесоводственные признаки и таксационные показатели древостоя: учеб. пособие. — 2-е изд., испр. и доп. — Горький: ГГУ, 1979. — 59 с. — Совместно с П. М. Верхуновым.
- Таксация отдельных деревьев и их разновидных совокупностей: учеб. пособие. — Горький: ГГУ, 1979. — 100 с. — Совместно с П. М. Верхуновым.
- Таксация прироста древесного ствола: учеб. пособие. — Горький: ГГУ, 1979. — 52 с. — Совместно с П. М. Верхуновым.

## Звания и награды

### Трудовые
- Заслуженный деятель науки и техники Марийской АССР (1968)[1]
- Значок «Отличник социалистического соревнования лесного хозяйства СССР» (1969)
- Орден «Знак Почёта» (1954)[1]
- Медаль «За доблестный труд. В ознаменование 100-летия со дня рождения Владимира Ильича Ленина» (1970)[1]
- Почётная грамота Президиума Верховного Совета РСФСР (1 ноября 1970)[1] — за активное участие в хозяйственном и культурном строительстве и достигнутые трудовые успехи
- Почётная грамота Президиума Верховного Совета Марийской АССР

### Боевые
- Орден Красной Звезды (02.11.1943)[4][5]
- Медаль «За отвагу» (07.12.1944)[4][5]
- Медаль «За победу над Германией в Великой Отечественной войне 1941—1945 гг.» (09.05.1945)[4][5]
- Медаль «25 лет Победы в Великой Отечественной войне 1941—1945 гг.»[4]
- Медаль «50 лет Вооружённых Сил СССР» (1969)[4]

## Память
- Материалы об учёном-лесоводе М. Л. Дворецком представлены в экспозиции Музея истории Поволжского государственного технологического университета[4].